# Interaktionsmodell nach King

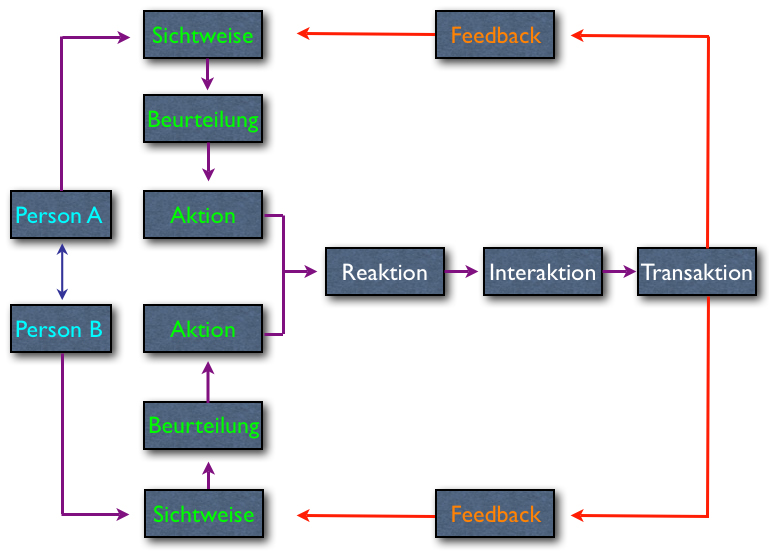
Schaubild des Interaktionsmodells nach King

Das Interaktionsmodell nach King oder die Theorie der Zielerreichung (engl. Theory of Goal Attainment) ist ein von Imogene King in den 1960ern entwickeltes Pflegemodell. Die zugrundeliegende Theorie gehört zu den Interaktionsmodellen.
King verband in ihrer Theorie die Konzepte der Interaktion, der Wahrnehmung, der Durchführung, des Selbst, der Rolle, des Wachstums und der Entwicklung in einer gemeinsamen Zeit und geteiltem Ort in eine Theorie der Zielerreichung. Ihre Theorie handelt von dem Zweiklang zwischen Pflegekraft und Patient, eine Beziehung zu welcher jeder Beteiligte seine eigene Vorstellung von sich selbst, seiner Rolle und seinem persönlichen Wachstum und Entwicklungsstand mitbringt. Die Pflegekraft und der Patient kommunizieren zunächst im Wechselspiel und dann im Zusammenspiel um gemeinsam gesetzte Ziele zu erreichen. Die Beziehung findet in einem Raum statt der von dem Verhalten der beiden Partner definiert wird und findet in einer Zeit statt, die sich vorwärts bewegt. In dieser Definition ist Aktion eine Abfolge von Verhaltensweisen, die mentale und physische Maßnahmen beinhalten. Die Reaktion ist ebenfalls eine Abfolge von Verhaltensweisen, die von der Aktion beschrieben werden.
King stellt fest, dass es das Ziel der Pflegekraft ist dem Individuum zu helfen seine Gesundheit zu bewahren, damit es in seiner Rolle funktionieren kann. Der Arbeitsbereich der Pflegekraft ist nach King die Förderung, die Erhaltung und Wiedererlangung der Gesundheit, sowie die Pflege für Kranke, Verletzte und Sterbende. Die Aufgabe einer professionellen Pflegekraft ist demnach die Information des Prozesses zu interpretieren und die Pflege zu planen, anzuwenden und zu evaluieren.
Das Interaktionsmodell nach King wird in verschiedenen Umgebungen der Pflege erfolgreich eingesetzt.